# Шармина, Екатерина Михайловна
Екатери́на Миха́йловна Ша́рмина (в девичестве — Мартынова) (6 августа 1986, Брянск) — российская легкоатлетка, Заслуженный мастер спорта России.

## Карьера
В 2005 году Екатерина стала серебряным призёром чемпионата Европы среди юниоров. На чемпионате Европы в помещении в 2011 году она выиграла бронзу на дистанции 1500 метров, а на чемпионате мира не смогла пройти в финал. В том же году Мартынова принимала участие в командном чемпионате Европы и стала 2-й.
На Олимпиаде в Лондоне Екатерина участвовала в беге на 1500 метров, но не смогла выйти в полуфинал.
Чемпионка казанской Универсиады.
С сентября 2015 года является спортсменкой Центра спортивной подготовки Брянской области. 

## Личная жизнь
Замужем за легкоатлетом Евгением Шарминым.